# Société des Trente
La Société des Trente, également appelée Comité des Trente, est le nom donné à un groupe politique de la Révolution française de 1789. Ils contribuèrent à influencer la rédaction des cahiers de doléances et à contrôler les élections aux États généraux où ils furent presque tous élus députés. Sept d'entre eux feront partie des quarante-sept députés de la Noblesse ralliés à l'Assemblée nationale nouvellement proclamée.

## Création et objectifs
Adrien Duport, conseiller au Parlement de Paris, fonda en novembre 1788 un « club constitutionnel » dont les membres, en partie issus de la Loge des neuf sœurs et de celle du Contrat Social dite du Coq-Héron, se réunissaient chez lui hôtel du Grand-Chantier. Un grand nombre des membres appartenaient déjà à la Société des amis des Noirs, club fondé par Brissot de Warwille le 19 février 1788 et réuni à l'Hôtel de Lussan, rue Croix-des-Petits-Champs à Paris, par le Marquis de Condorcet qui considérait que la Révolution américaine était le signe annonciateur d'un « renouvellement du Globe » et l'abolition de l'esclavage.
Aux premiers temps de sa création, la société qui est un comité de travail issu de loges du Grand orient de France, n'a pas de nom défini, elle est surnommée « la réunion de chez Duport » ou « la société réunie chez Duport ». Elle ne prendra son nom de « Société des Trente » qu'en 1791.
Un auteur aurait prétendu dans les années 1920 que ce nom tiendrait au fait qu'ils auraient tous appartenu au trentième degré de la franc-maçonnerie. Cette légende est erronée : ce nom est lié au nombre des membres de ce comité, et Pierre-Louis Roederer, par exemple, n'était pas franc-maçon, et a fortiori pas du 30e degré.
Un manifeste résumant le programme libéral de la Société des Trente, publié en février 1789 permet à son fondateur de participer aux États généraux. La Société avait des ramifications en province organisées en Comités locaux.

## Membres
Cette société réunit l'élite de la bourgeoisie révolutionnaire et de la noblesse libérale, avec quelques prélats :
- Adrien Duport, son fondateur, futur député de la Noblesse aux États généraux ;
- Pierre-Augustin Robert de Saint Vincent, ancien chef du jansénisme et de la fronde parlementaire[4] ;
- Guy Target[4], janséniste parlementaire, rédacteur avec Guillotin (9 soeurs) du cahier de doléances de Paris, et futur député du Tiers état de Paris aux États généraux, futur rédacteur avec Camus de la Constitution civile du clergé ;
- Nicolas Bergasse, fondateur avec Brissot et Clavière de la Société gallo-américaine, futur député du Tiers état à Lyon aux États généraux, devient réactionnaire ;
- Le Marquis de La Fayette (Coq-Héron), ancien combattant de la guerre d'Indépendance américaine, futur député de la noblesse d'Auvergne aux États généraux, futur fondateur de la Garde nationale ;
- Les frères Théodore de Lameth et Alexandre de Lameth, ancien combattants de la guerre d'Indépendance américaine, futurs députés de la noblesse aux États généraux, ce dernier fait partie des 47 députés de la Noblesse ralliés au Tiers état pour faire l'Assemblée nationale, futurs commandants de la Garde nationale ;
- Pierre Samuel du Pont de Nemours[4], futur député du Tiers état de Nemours aux États généraux, futur citoyen américain, fera vendre la Louisiane par la France ;
- Volney (9 soeurs), orientaliste athée, auteur en 1788 de Conditions nécessaires à la légalité des États généraux, admirateur de Franklin au salon de Mme Helvetius, futur député du Tiers état de Craon, un des premiers à provoquer la création de la Garde nationale ;
- Le Duc de La Rochefoucauld (Coq-Héron), ami et traducteur de Benjamin Franklin, futur député de la noblesse de Paris aux États généraux, fait partie des 47 députés de la Noblesse ralliés au Tiers état pour faire l'Assemblée nationale ;
- Le Marquis de Condorcet, futur député de Paris à l'Assemblée législative,
- Saint Just, futur député de la noblesse aux États généraux, fait partie des 47 députés de la Noblesse ralliés au Tiers état pour faire l'Assemblée nationale ;
- Pierre de Montesquiou, futur député de la noblesse aux États généraux, fait partie des 47 députés de la Noblesse ralliés au Tiers état pour faire l'Assemblée nationale, futur conventionnel ;
- L'Abbé de Talleyrand, agent général du Clergé, futur député du clergé aux États généraux ;
- L'Abbé de Montesquiou, futur député du Clergé de Paris aux États généraux ;
- Louis-Michel Lepeletier de Saint-Fargeau, futur député de la noblesse de Paris aux États généraux, fait partie des 47 députés de la Noblesse ralliés au Tiers état pour faire l'Assemblée nationale ;
- Le Duc de Luyne[4], futur député de la noblesse de Tours aux États généraux, fait partie des 47 députés de la Noblesse ralliés au Tiers état pour faire l'Assemblée nationale ;
- Le Duc d'Aiguillon[4], futur député de la noblesse aux États généraux, fait partie des 47 députés de la Noblesse ralliés au Tiers état pour faire l'Assemblée nationale ;
- Antoine Destutt de Tracy (9 soeurs), futur député de la noblesse du Bourbonnais ;
- Huet de Semonville[4], futur député suppléant du Tiers état de Paris aux États généraux, puis membre de la Commune de Paris ;
- Roederer[4], futur député du Tiers état de Metz aux États généraux, puis à la Constituante, secrétaire des Jacobins ;
- Le Comte de Mirabeau, futur député du Tiers état de Marseille aux États généraux ;
- L'Abbé Sieyès (9 soeurs), futur député du Tiers état de Paris aux États généraux ;
- L'Abbé Louis[4], rédacteur du cahier de doléances du quartier de Saint-André-des-Arts, non élu député ;
- Dominique Garat (9 soeurs), futur député du Tiers état du Labourd aux États généraux, sera un des commissaires chargé de négocier contre le roi la réunion des trois ordres ;
- Nicolas François de Neufchâteau (9 soeurs), futur député du Tiers état des Vosges aux États généraux ;
- L'Abbé Antoine Sabatier[4], auteur d'un Traité de la souveraineté ;
- Étienne Clavière, banquier genevois, ami de l'Abbé de Talleyran, de Mirabeau, de Brissot avec lequel il fonde la Société des amis des Noirs ;
- Isaac Panchaud[4], banquier à Londres et Paris d'origine suisse, conseiller de l'Abbé de Talleyran ;
- Laborde[4], banquier, futur député du Tiers état d'Étampes aux États généraux.

## Sources et bibliographie
- Catherine Duprat, Le temps des philanthropes : la philanthropie parisienne des Lumières à la monarchie de Juillet, Paris, Éditions du C.T.H.S., 1993
- Jean Lombard, La Face cachée de l'histoire moderne, t. I, Madrid, Éditions Rivadeneyra, 1984
- Aimé Cherest, La chute de l'Ancien Régime, t. II, Paris, Hachette, 1886